# Гайнутдинов, Вячеслав Карибулович
Вячеслав Карибулович Гайнутдинов (6 ноября 1947 — 17 августа 1980) — офицер Советской Армии, вертолётчик, участник Афганской войны, Герой Советского Союза (28.04.1980). Майор.

## Биография и военная служба
Родился 6 ноября 1947 года в городе Иман (ныне — Дальнереченск) Приморского края в семье офицера. Татарин. Член КПСС с 1970 года.
В 1966 году окончил одиннадцать классов школы в городе Саки Крымской области Украинской ССР. В том же году он был призван на службу в Советскую Армию.
В 1970 году окончил Сызранское высшее военное авиационное училище лётчиков. Служил в различных частях в Северной группе войск, Среднеазиатском и Туркестанском военных округах.
В декабре 1979 года майор Гайнутдинов был одним из первых направлен в Афганистан в должности командира эскадрильи вертолётов вертолётного полка.

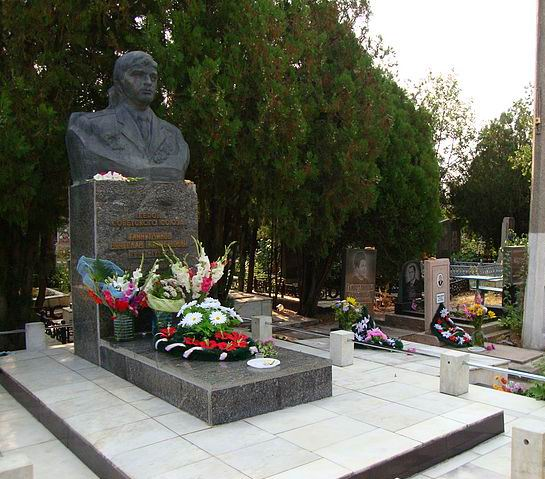
Могила Героя Советского Союза майора В. К. Гайнутдинова в Саках

Вячеслав Гайнутдинов неоднократно выполнял сложные боевые задания, совершил в общей сложности 398 боевых вылетов.
Указом Президиума Верховного Совета СССР от 28 апреля 1980 года за «мужество и героизм, проявленные при оказании интернациональной помощи Демократической Республике Афганистан» майор Вячеслав Гайнутдинов был удостоен звания Героя Советского Союза с вручением ордена Ленина и медали «Золотая Звезда» за номером 11432.
17 августа 1980 года заместитель командира 181-го отдельного вертолётного полка майор В. К. Гайнутдинов погиб при выполнении боевого задания. При облёте вертолёта Ми-24 вскоре после взлёта с аэродрома Кундуз машина предположительно была сбита огнём из пулемёта ДШК с земли — замаскированную огневую позицию и сам пулемёт нашли при обследовании района катастрофы. Экипаж погиб.
Похоронен в городе Саки.

## Награды и память
- медаль «Золотая Звезда»;
- орден Ленина;
- орден «За службу Родине в Вооружённых Силах СССР» 3-й степени;
- медали.

## Память
- Навечно зачислен в списки воинской части[2].
- Могила В. К. Гайнутдинова на гражданском кладбище г. Саки — объект культурного наследия регионального значения. Объект культурного наследия народов РФ регионального значения. Рег. № 911710855760005 (ЕГРОКН)